# Malabaila
Malabaila är ett släkte av flockblommiga växter. Malabaila ingår i familjen flockblommiga växter.

## Bildgalleri

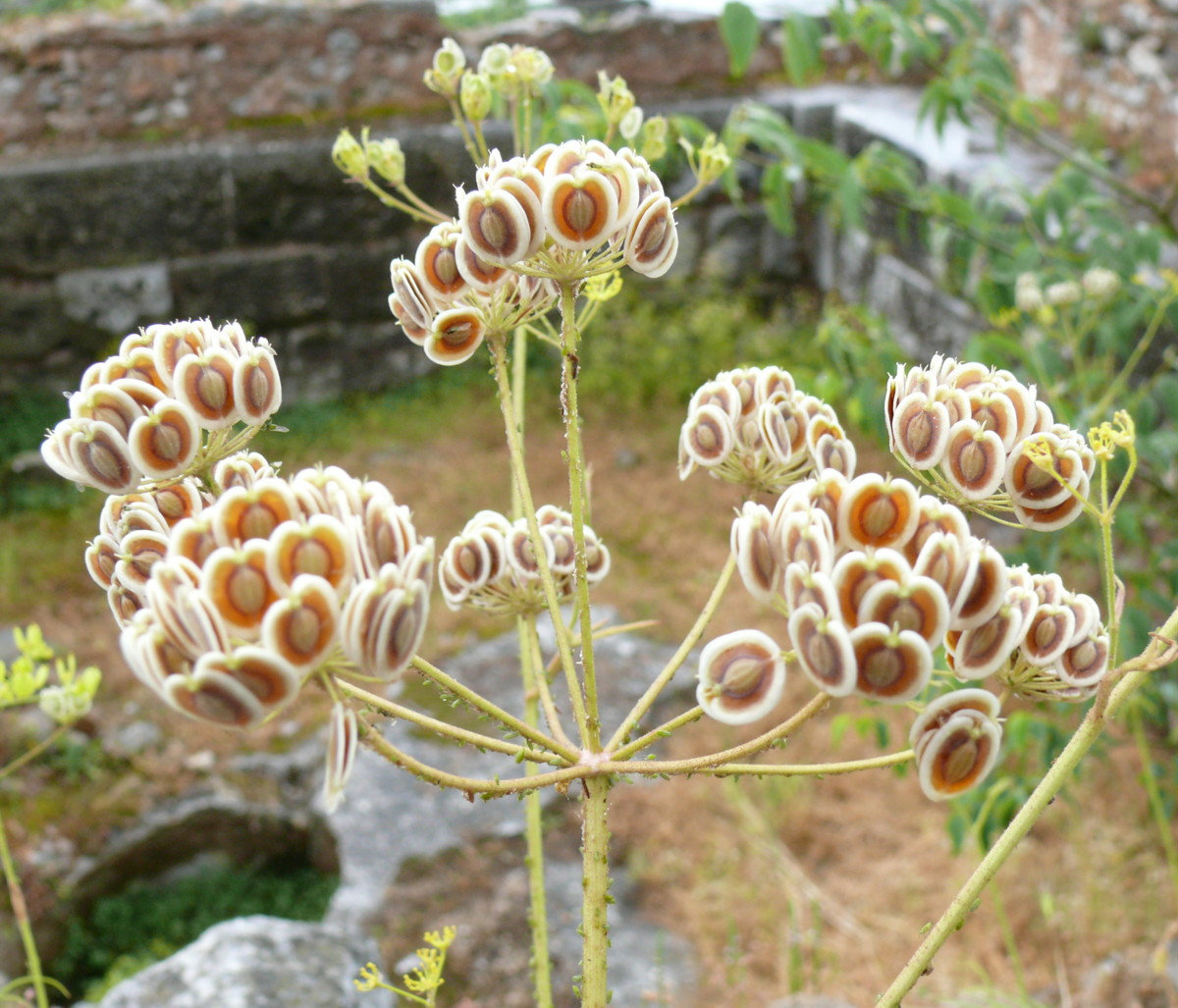

## Dottertaxa tillMalabaila, i alfabetisk ordning[1]
- Malabaila abyssinica
- Malabaila atropurpurea
- Malabaila aurea
- Malabaila biradiata
- Malabaila brachytaenia
- Malabaila burnatiana
- Malabaila dasyantha
- Malabaila echinulata
- Malabaila elatior
- Malabaila elgonensis
- Malabaila golaka
- Malabaila graveolens
- Malabaila hacquetii
- Malabaila haussknechtii
- Malabaila involucrata
- Malabaila isfahanica
- Malabaila kirungae
- Malabaila kotschyi
- Malabaila lasiocarpa
- Malabaila lefeburioides
- Malabaila lignosus
- Malabaila nudicaulis
- Malabaila numidica
- Malabaila opoponax
- Malabaila orientalis
- Malabaila parnassica
- Malabaila pastinacifolia
- Malabaila pimpinellifolia
- Malabaila porphyrodiscus
- Malabaila princeae
- Malabaila psaridiana
- Malabaila pumila
- Malabaila quarrei
- Malabaila rivae
- Malabaila secacul
- Malabaila sedov
- Malabaila stolzii
- Malabaila suaveolens
- Malabaila sulcata
- Malabaila tempskyana
- Malabaila tordylioides
- Malabaila vaginans